# Honghai Wan
Honghai Wan (kinesiska: 红海湾) är en vik i Kina. Den ligger i provinsen Guangdong, i den södra delen av landet, omkring 200 kilometer öster om provinshuvudstaden Guangzhou.
Genomsnittlig årsnederbörd är 2 190 millimeter. Den regnigaste månaden är maj, med i genomsnitt 617 mm nederbörd, och den torraste är januari, med 23 mm nederbörd.